# حمرا، الغاب
حمرا (به عربی: الحمراء) یک روستا در سوریه است که در ناحیه قلعه المضیق و استان حماه واقع شده‌ است. طبق گزارش دفتر مرکزی آمار سوریه (CBS)، جمعیت حمرا در سال 2004 ، 932 نفر بوده است.